# John Halstead
John Halstead (John Preston Halstead; * 15. August 1886 in Scranton, Pennsylvania; † 15. November 1951 in Buffalo) war ein US-amerikanischer Mittelstreckenläufer.
Bei den Olympischen Spielen 1908 in London wurde er Sechster über 800 m und schied über 1500 m im Vorlauf aus.
Für die Cornell University startend wurde er 1908 IC4A-Meister im Meilenlauf.

## Persönliche Bestzeiten
- 800 m: 2:01,4 min, 20. Juli 1908, London
- 1500 m: 4:01,2 min, 6. Juni 1908, Philadelphia
- 1 Meile: 4:30,0 min, 29. Mai 1908, Philadelphia